# Saint-Mard-de-Vaux
Pour les articles homonymes, voir Saint-Mard.
Saint-Mard-de-Vaux est une commune française située dans le département de Saône-et-Loire, en région Bourgogne-Franche-Comté.

## Géographie
Située sur la Côte Chalonnaise dans la Vallée des Vaux, Saint-Mard-de-Vaux est une des banlieues résidentielles et de loisir de Chalon-sur-Saône, à une dizaine de kilomètres de Givry.

### Géologie et relief
Le village est dominé par le Montabon, colline boisée de châtaigniers, qui s’élève à 491 mètres. Le village a longtemps vécu de la forêt, qui recouvre les deux tiers de la commune.

### Climat
Pour des articles plus généraux, voir Climat de la Bourgogne-Franche-Comté et Climat de Saône-et-Loire.
En 2010, le climat de la commune est de type climat océanique dégradé des plaines du Centre et du Nord, selon une étude du Centre national de la recherche scientifique s'appuyant sur une série de données couvrant la période 1971-2000. En 2020, Météo-France publie une typologie des climats de la France métropolitaine dans laquelle la commune est exposée à un climat océanique altéré et est dans la région climatique Bourgogne, vallée de la Saône, caractérisée par un bon ensoleillement (1 900 h/an), un été chaud (18,5 °C), un air sec au printemps et en été et des vents faibles.
Pour la période 1971-2000, la température annuelle moyenne est de 10,9 °C, avec une amplitude thermique annuelle de 17,8 °C. Le cumul annuel moyen de précipitations est de 862 mm, avec 11,8 jours de précipitations en janvier et 7,3 jours en juillet. Pour la période 1991-2020, la température moyenne annuelle observée sur la station météorologique de Météo-France la plus proche, « St-Maurice-lès-Couches_sapc », sur la commune de Saint-Maurice-lès-Couches à 10 km à vol d'oiseau, est de 11,5 °C et le cumul annuel moyen de précipitations est de 803,5 mm. 
La température maximale relevée sur cette station est de 40,4 °C, atteinte le 12 août 2003 ; la température minimale est de −16,7 °C, atteinte le 20 décembre 2009,,.
Les paramètres climatiques de la commune ont été estimés pour le milieu du siècle (2041-2070) selon différents scénarios d'émission de gaz à effet de serre à partir des nouvelles projections climatiques de référence DRIAS-2020. Ils sont consultables sur un site dédié publié par Météo-France en novembre 2022.

## Urbanisme

### Typologie
Au 1er janvier 2024, Saint-Mard-de-Vaux est catégorisée commune rurale à habitat dispersé, selon la nouvelle grille communale de densité à sept niveaux définie par l'Insee en 2022.
Elle est située hors unité urbaine. Par ailleurs la commune fait partie de l'aire d'attraction de Chalon-sur-Saône, dont elle est une commune de la couronne,. Cette aire, qui regroupe 109 communes, est catégorisée dans les aires de 50 000 à moins de 200 000 habitants,.

### Occupation des sols
L'occupation des sols de la commune, telle qu'elle ressort de la base de données européenne d’occupation biophysique des sols Corine Land Cover (CLC), est marquée par l'importance des forêts et milieux semi-naturels (75,5 % en 2018), une proportion sensiblement équivalente à celle de 1990 (75,7 %). La répartition détaillée en 2018 est la suivante : forêts (75,5 %), zones agricoles hétérogènes (17,1 %), prairies (4,7 %), terres arables (2,8 %). L'évolution de l’occupation des sols de la commune et de ses infrastructures peut être observée sur les différentes représentations cartographiques du territoire : la carte de Cassini (XVIIIe siècle), la carte d'état-major (1820-1866) et les cartes ou photos aériennes de l'IGN pour la période actuelle (1950 à aujourd'hui).

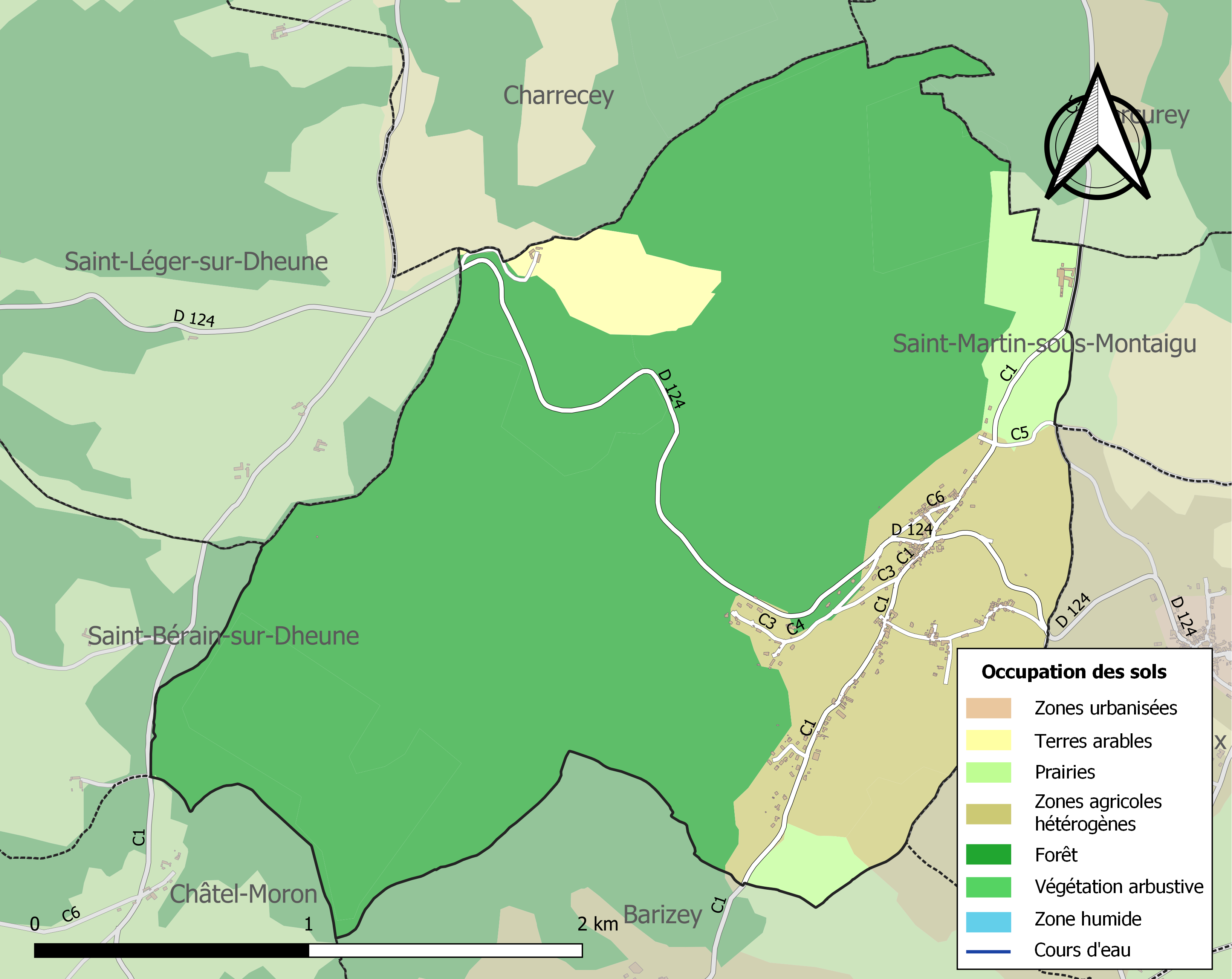
Carte des infrastructures et de l'occupation des sols de la commune en 2018 (CLC).

## Toponymie
Saint-Mard-de-Vaux était anciennement appelée Sanctus Marcus in Valle. Son nom semble avoir une origine commune avec Abbon (l'un des pères de la numismatique française), orfèvre de saint Éloi, argentier et monnayeur du roi Gontran (VIe – VIIe siècles) lorsque, vers l'an 604, un atelier monétaire était installé à Chalon. Au Moyen Âge, le village, qui s'appelait alors Saint-Médard-de-Vaux, dépendait de la seigneurie de Montaigu. Sous la Révolution, Saint-Mard-de-Vaux prend le nom de Mont-Abon.

## Histoire

### Moyen Âge
Les cherches de feux du bailliage de Chalon mentionnent qu'en 1424, la paroisse est une seigneurie détenue par Jehan de Montagu, écuyer ;  et en 1431, par Jehan Damas.

### Période moderne
Un habitat nommé Blaisy sert de cadre à un fief qui a pour occupants et détenteurs successifs :
- Antoine de Saint-Anthost, écuyer, vivant à Saint-Mars-en-Vaux en 1554.
- Jehan de Digoine. Écuyer. Sieur de Blaisy de 1566 à 1582, de Dennevy de 1571 à 1573. Il décède entre 1582 et 1590[14]. Il ne doit pas être confondu avec son parent et homonyme, seigneur de Mercurey et d'Estroyes. Il épouse avant 1573 Lucrèce de Saint-Anthost. Dame de Blaisy, elle décède entre 1592 et 1595.
- Philiberte de Digoine. Fille aînée des précédents. Dame de Cenay, Fangey et Baugey. Elle vit en 1595. Elle épouse en 1590 Jehan Poullet. Procureur d'office de la baronnie de Montcenis et frère du capitaine de Couches en 1590. Seigneur de Blaisy et Epertully en 1595. Il vit en 1598.
- Philiberte Poullet (1591+1631). Fille aînée des précédents. Dame de Blaisy. Elle épouse en 1612 Sébastien Allemand (1585+1644). Écuyer, seigneur de La Roche-Chazeau, capitaine enseigne de la citadelle de Chalon.
- Anne Allemand. Fille des précédents. Elle épouse en 1640 Philibert de Thesut (1597+1662). Écuyer, seigneur de Montmurger, homme d'arme de la compagnie du duc de Mercœur.

### Période contemporaine
En janvier 2004, Saint-Mard-de-Vaux a rejoint la communauté d'agglomération de Chalon Val de Bourgogne.

### Écologie et recyclage

Les vignobles de la côte chalonnaise.

## Politique et administration

### Listes des maires
| Période                                  | Période       | Identité       | Étiquette | Qualité          |
| ---------------------------------------- | ------------- | -------------- | --------- | ---------------- |
| juin 1995                                | 2002          | Jean Nectoux   |           |                  |
| 2002                                     | 2005          | Gilles Morel   |           |                  |
| 2005                                     | mars 2008     | Gérard Meunier |           |                  |
| mars 2008                                | novembre 2018 | Guy Duthoy     |           |                  |
| février 2019                             | 2020          | Henri Jenvrin  |           | Maçon / couvreur |
| Les données manquantes sont à compléter. |               |                |           |                  |

## Population et société

### Démographie

#### Évolution démographique
L'évolution du nombre d'habitants est connue à travers les recensements de la population effectués dans la commune depuis 1793. Pour les communes de moins de 10 000 habitants, une enquête de recensement portant sur toute la population est réalisée tous les cinq ans, les populations de référence des années intermédiaires étant quant à elles estimées par interpolation ou extrapolation. Pour la commune, le premier recensement exhaustif entrant dans le cadre du nouveau dispositif a été réalisé en 2008.

En 2022, la commune comptait 267 habitants, en évolution de −3,61 % par rapport à 2016 (Saône-et-Loire : −1,06 %, France hors Mayotte : +2,11 %).
| 1793 | 1800 | 1806 | 1821 | 1831 | 1836 | 1841 | 1846 | 1851 |
| ---- | ---- | ---- | ---- | ---- | ---- | ---- | ---- | ---- |
| 357  | 397  | 347  | 311  | 312  | 373  | 348  | 324  | 331  |

| 1856 | 1861 | 1866 | 1872 | 1876 | 1881 | 1886 | 1891 | 1896 |
| ---- | ---- | ---- | ---- | ---- | ---- | ---- | ---- | ---- |
| 296  | 282  | 305  | 352  | 345  | 357  | 377  | 341  | 340  |

| 1901 | 1906 | 1911 | 1921 | 1926 | 1931 | 1936 | 1946 | 1954 |
| ---- | ---- | ---- | ---- | ---- | ---- | ---- | ---- | ---- |
| 326  | 318  | 242  | 191  | 166  | 157  | 161  | 138  | 145  |

| 1962 | 1968 | 1975 | 1982 | 1990 | 1999 | 2006 | 2008 | 2013 |
| ---- | ---- | ---- | ---- | ---- | ---- | ---- | ---- | ---- |
| 149  | 154  | 160  | 252  | 256  | 243  | 273  | 281  | 280  |

| 2018 | 2022 | - | - | - | - | - | - | - |
| ---- | ---- | - | - | - | - | - | - | - |
| 273  | 267  | - | - | - | - | - | - | - |

## Économie
Il y a deux viticulteurs sur la commune : Domaine Monneret Père et Fils et Domaine du Four Bassot. Dans la commune, se trouvent également une entreprise de maçonnerie (SARL Jenvrin) et une entreprise d'aide à la personne.

## Culture locale et patrimoine

### Lieux et monuments
- Traces de l'occupation romaine sous forme de tombes, de traces de villas somptueuses et de ruines antiques.
- Bâtiment de la mairie-école construit en 1891.
- Lavoir de la Fosse surmonté d'un calvaire érigé en 1743.
- Des fontaines du Four Bassot.
- Sept calvaires, dont une croix classée datant de 1610 et la croix de La Broue, érigée en 1766.
- Église sous le vocable de saint Médard, reconstruite en 1766, ayant gardé son clocher d'origine. En forme de croix latine, style roman tardif, devant laquelle se dresse un calvaire daté de 1630. La cloche (fondue en 1893), dénommée Régine comme sa marraine (Pierre Cautin de Blaisy étant son parrain), sonne l'Angélus deux fois par jour, à 12 h et 19 h[22].
- Ferme fortifiée situé au lieu-dit Blaizy, longtemps siège d'un exploitant agricole (vaches charolaises et limousines).
- Traces d'un monastère probablement dédié à saint Martin de Tours au lieu-dit Pommier (ou Pomey). Fut détruit pendant la Révolution française.
- Traces d'un établissement thermal de l'époque gallo-romaine dans le bois des Igaux (autrefois forêt royale).
- Traces d'un ancien village de carriers (et d'une ancienne carrière de grès ayant servi à paver la cour d'honneur du château de Versailles).
- Cimetière de Saint-Mard-de-Vaux (la croix de cimetière est inscrite au titre des monuments historiques depuis le 19 mars 1950[23]).

### Héraldique
| Blason de Saint-Mard-de-Vaux | Blason  | Coupé : au 1er de gueules à la feuille de chêne d'argent à dextre et à la grappe de raisin feuillée du même à senestre, au 2e de sable au loup arrêté hurlant d'argent. |
| Blason de Saint-Mard-de-Vaux | Détails | Le statut officiel du blason reste à déterminer. |

## Pour approfondir